# Haus Martin-Donandt-Platz 22

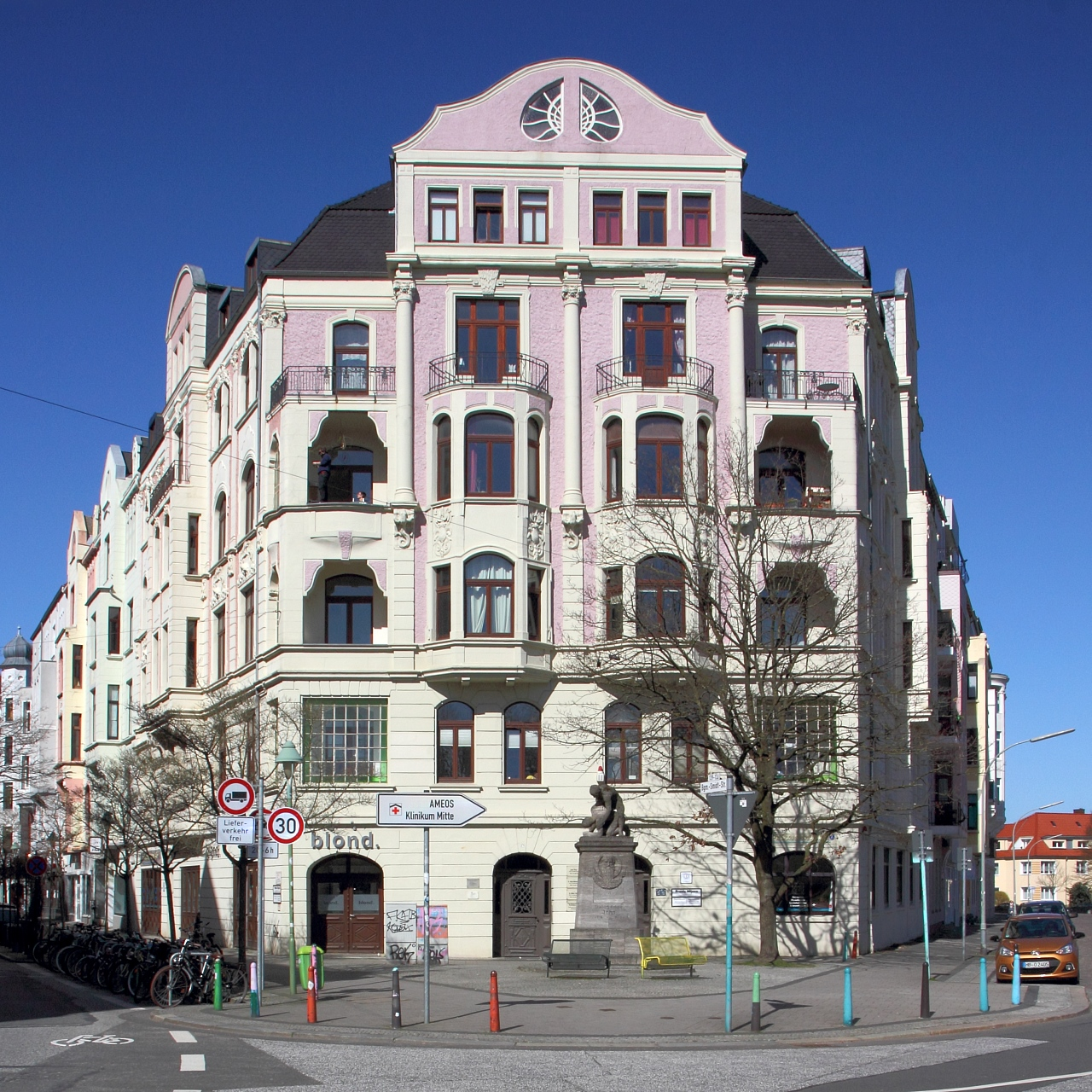
Ehemaliges Haus des Handwerks am Bürgermeister-Martin-Donandt-Platz

Das Haus Martin-Donandt-Platz 22, früher das Haus des Handwerks, in Bremerhaven-Mitte, Bürgermeister-Martin-Donandt-Platz 22 und Bürgermeister-Smidt-Straße 133, entstand 1905 nach Plänen von Friedrich Hasselmann.
Das Gebäude steht seit 1994 unter Bremer Denkmalschutz.

## Geschichte
Der heutige Stadtteil im Mitte 1827 gegründeten Bremerhaven wuchs am Ende des 19. Jahrhunderts in Richtung Norden bis an die Grenze der benachbarten selbständigen preußischen Gemeinde Lehe. Bremerhaven erwarb bis 1905 erhebliche neue Flächen in diesem Bereich bis Weddewarden. Am heutigen Bürgermeister-Martin-Donandt-Platz entstanden mehrere vier- bis fünfgeschossige große Gebäude.
Das fünfgeschossige, verputzte Wohn- und Geschäftshaus mit einem Mansarddach, Loggien und Erkern wurde 1905 in der Epoche des Historismus und der Jahrhundertwende im Stil des Neobarocks für den Malermeister Martin Hoffmann gebaut. Geprägt wird es durch den großen gerundeten Giebel zum Bürgermeister-Martin-Donandt-Platz. Ein Türmchen über diesem Giebel blieb nach 1944/45 nicht erhalten. Ein Handwerker-Wappen verweist auf die frühere Bedeutung als Haus des Handwerks.
Das heutige (2018) Haus des Handwerks mit der Kreishandwerkerschaft Bremerhaven-Wesermünde befindet sich in Geestemünde, Columbusstraße 2.
Im Haus Martin-Donandt-Platz 22/Bürgermeister-Smidt-Straße 133 befinden sich heute Wohnungen, Praxen, Geschäfte und Büroräume.